# Осада Калуги (1606—1607)
Осада Калуги 1606—1607 годов — четырёхмесячная осада Калуги, где повстанцы под предводительством Ивана Болотникова укрылись от наступающих войск царя Василия Шуйского. Продлилась с декабря 1606 года по май 1607 года.
После неудачной попытки взять Москву, войско Болотникова отступило к Калуге. Царские войска под командованием воевод Фёдора Мстиславского и Михаила Скопина-Шуйского выступили вслед за ними и попытались взять деревянный кремль штурмом. Повстанцы оборонялись умело и отчаянно, в результате чего приступ провалился. Когда царские войска приступили к длительной осаде, болотниковцы неоднократно совершали дерзкие вылазки, наносящие осаждавшим значительный урон.
Осадные воеводы попытались организовать поджог деревянных укреплений с помощью целой системы дров («подмёт»), которой они обложили городские стены. Для своза дров они мобилизовали множество окрестных крестьян. Однако Болотников, разгадав план, сумел вовремя и неожиданно для осаждавших взорвать «подмёт», убив и покалечив значительное число царских ратников и внеся смятение в их ряды. Как неординарный план московских воевод, так и талантливые контр-меры Болотникова нашли отражение в записях современников, в частности Исаака Массы.
Предпринимались попытки извне по деблокаде города. Князь Мосальский, изменивший царю и присоединившийся к бунтовщикам, попытался прийти на помощь калужским осадным сидельцам, но был разбит воеводой Романовым в битве на Вырке.
Позже к осаждённым попытались прорваться отряды князя Андрея Телятевского и Лжепетра. 3 (13) мая 1607 года они разбили в битве на Пчельне царские отряды, посланные против них Фёдором Мстиславским. Погиб, в частности, воевода большого полка Борис Татев. Воспользовавшись замешательством в осадном войске, Болотников совершил решительную вылазку из Калуги и нанёс царским воеводам поражение, после которого те были вынуждены отступить. Часть из них дезертировала и перешла на сторону повстанцев.
После победы под Калугой Болотников перебрался в Тулу, соединился с другими повстанческими отрядами и выступил на Москву, но оказался разгромленным в битве на Восьме.